# Leucorrhinia pectoralis
Leucorrhinia pectoralis là một loài chuồn chuồn ngô nhỏ trong chi Leucorrhinia, họ Libellulidae. Loài này được Toussaint de Charpentier mô tả khoa học đầu tiên năm 1825.

## Mô tả
Loài này dài 32–39 milimét (1,3–1,5 in). Nó dễ được nhận biết bởi 7 đốt màu vàng.

## Hình ảnh

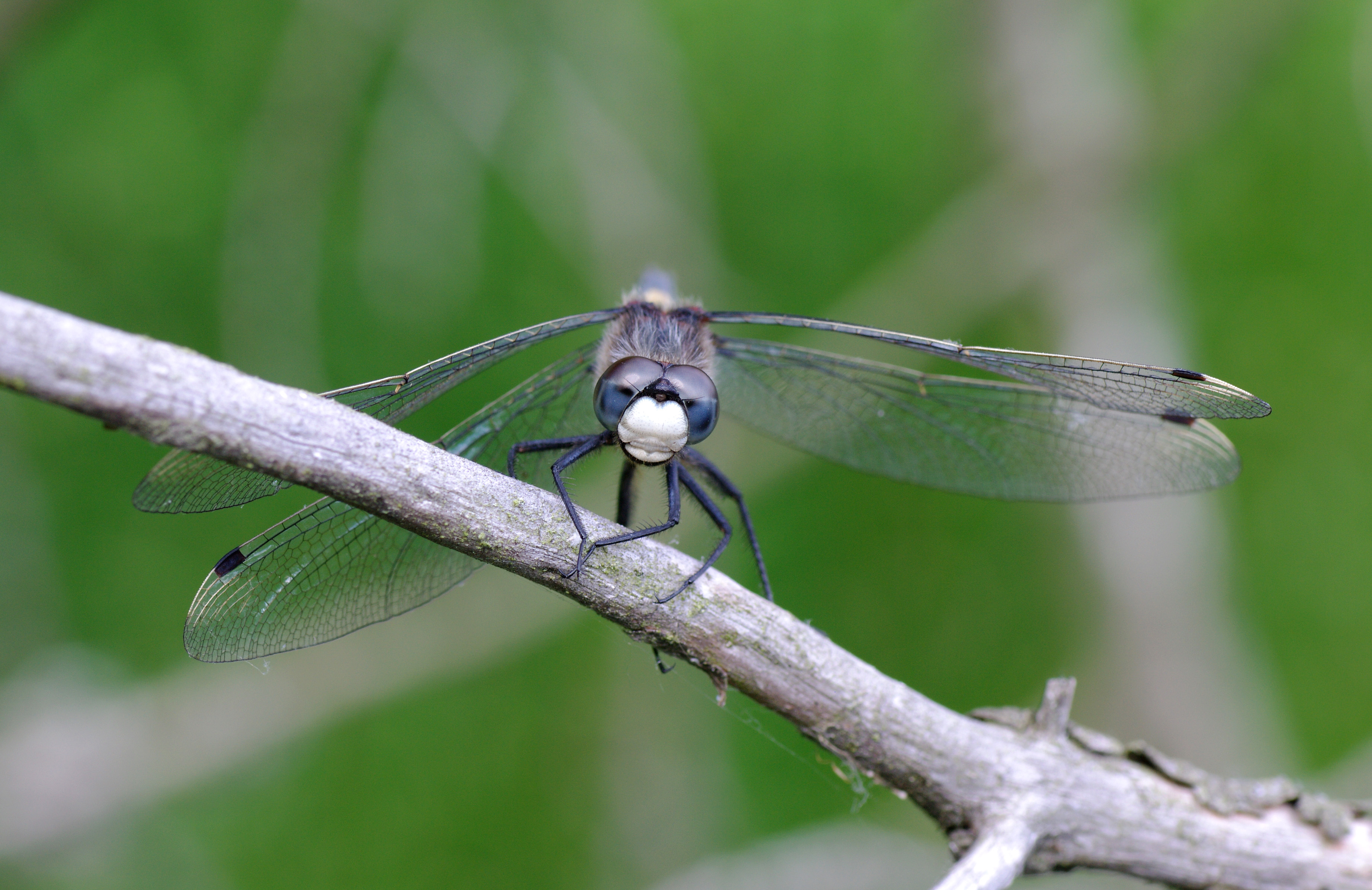
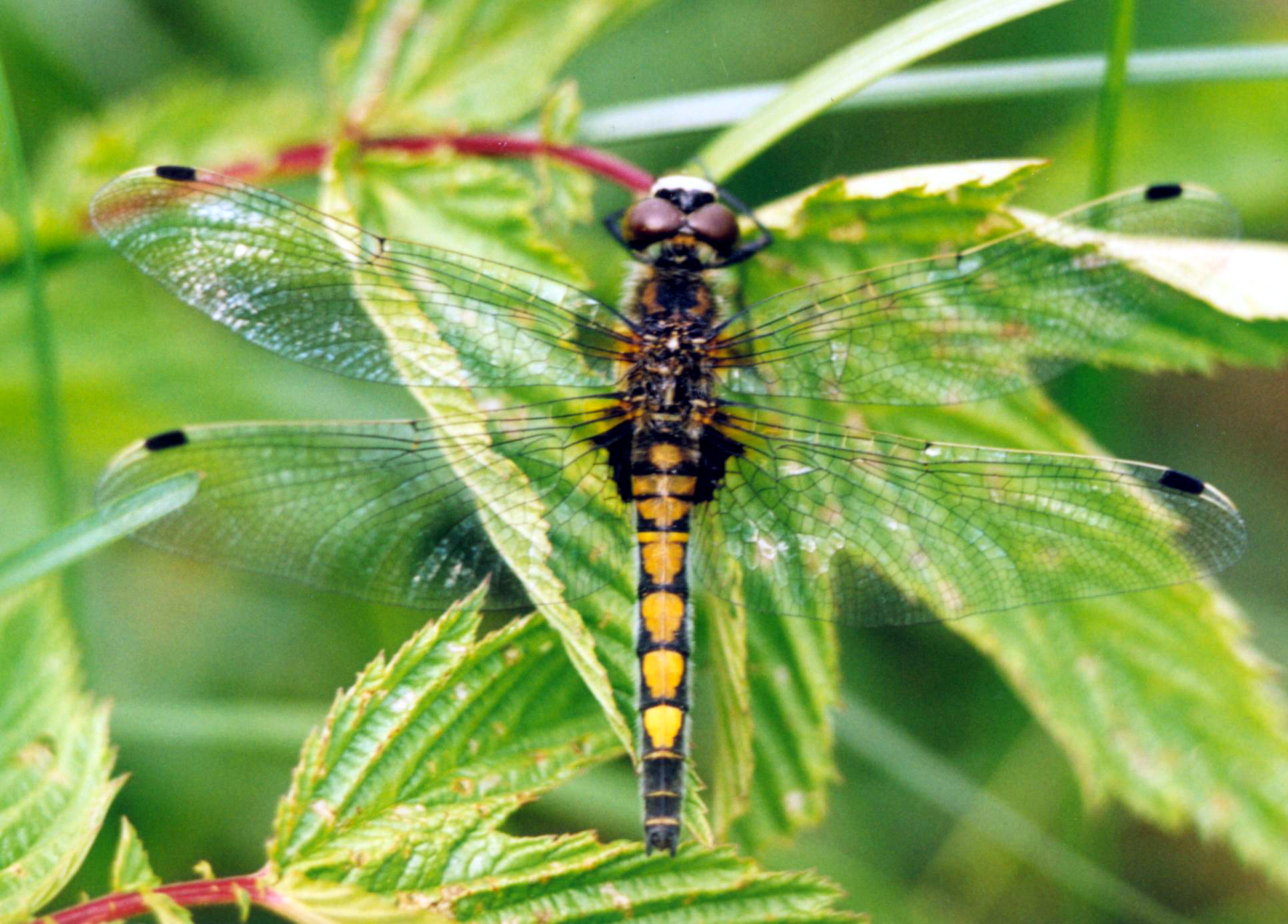
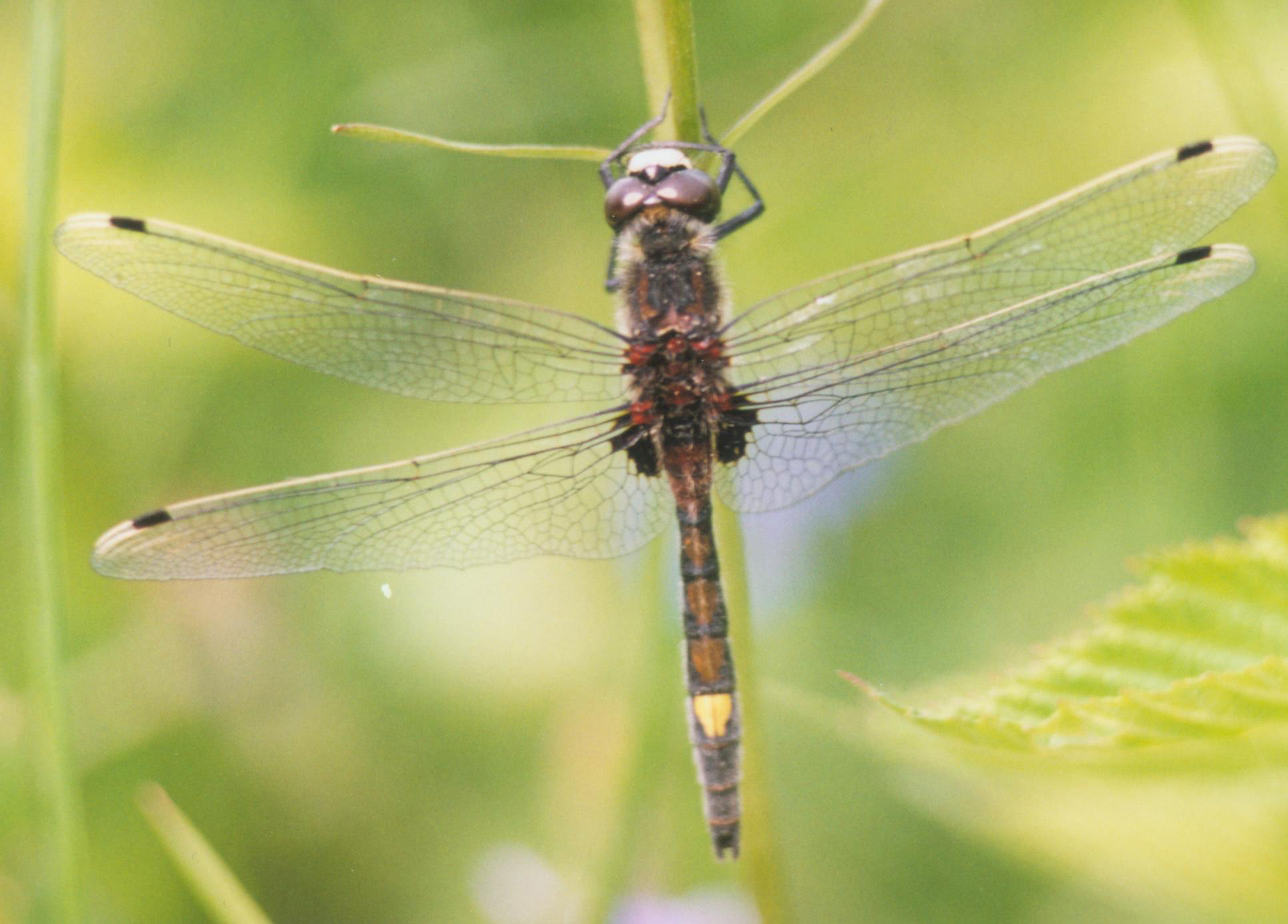
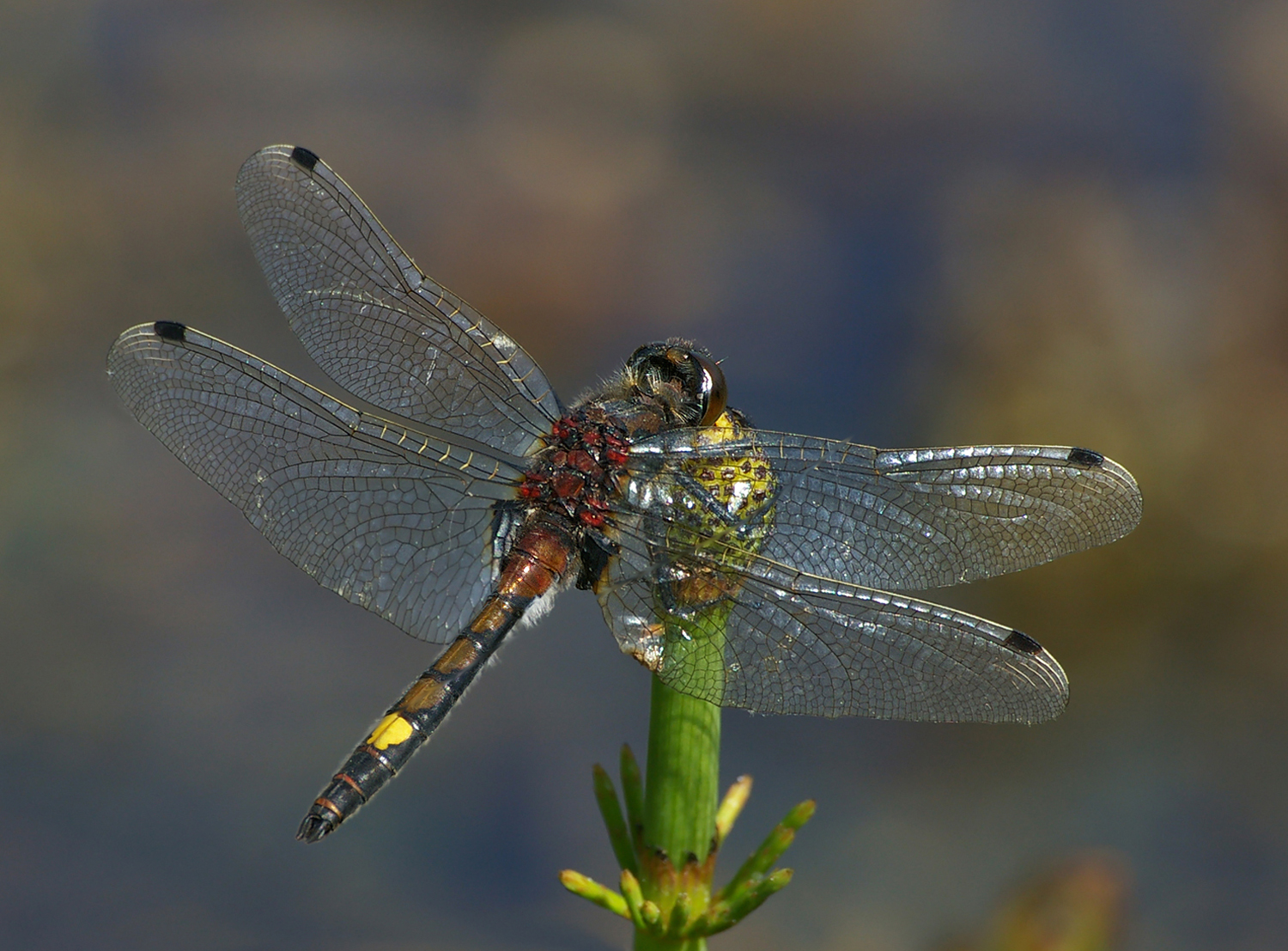
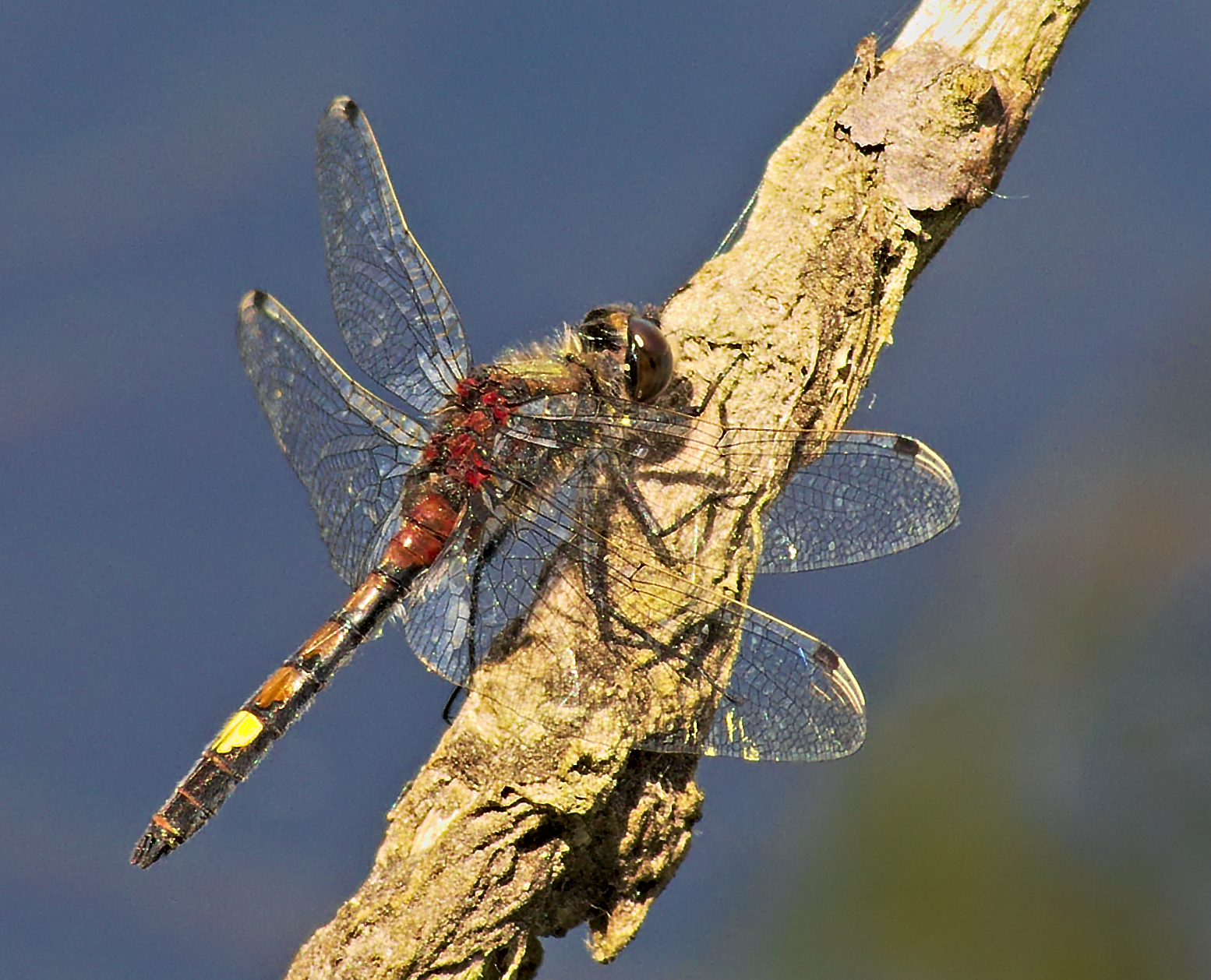
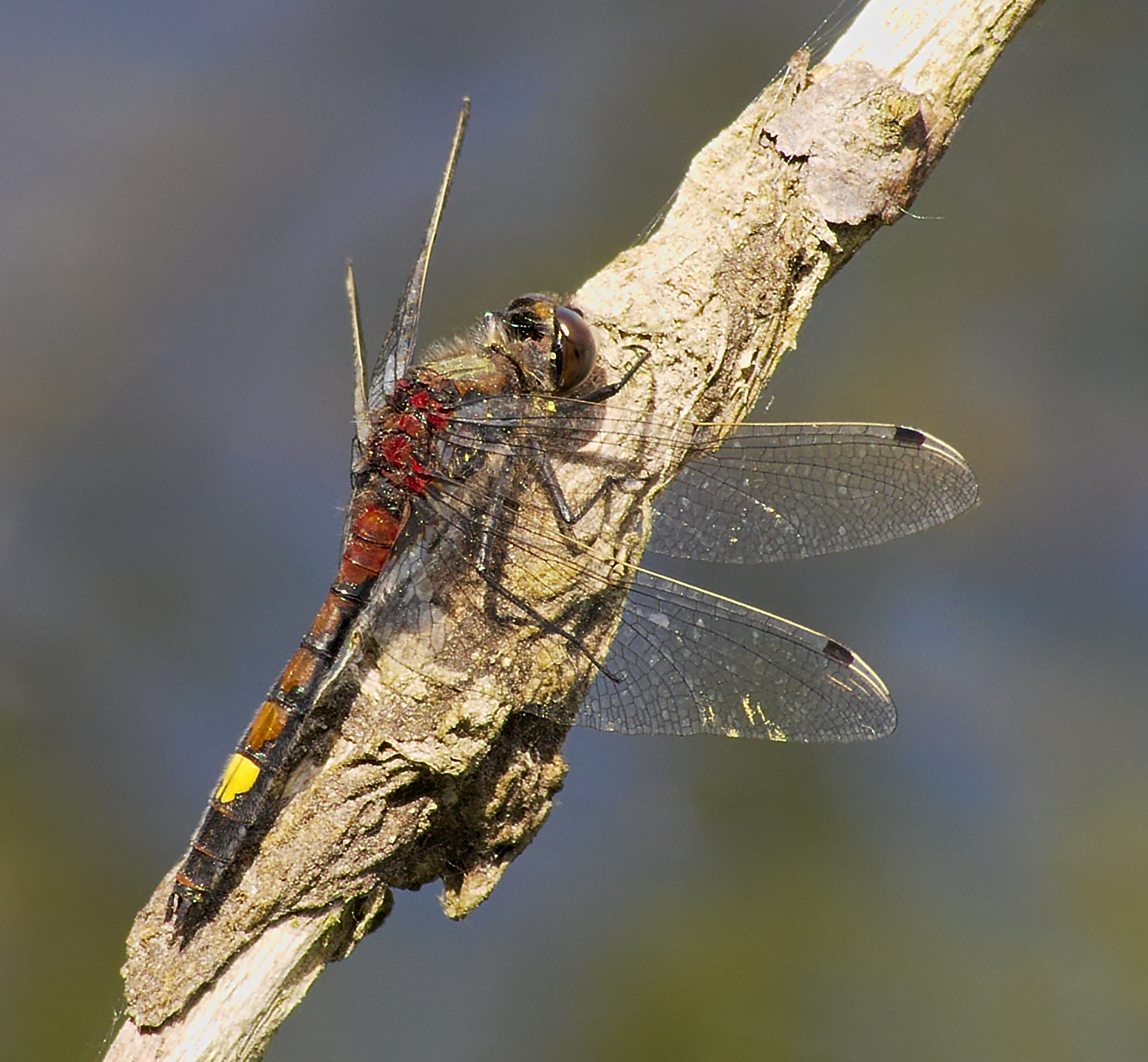
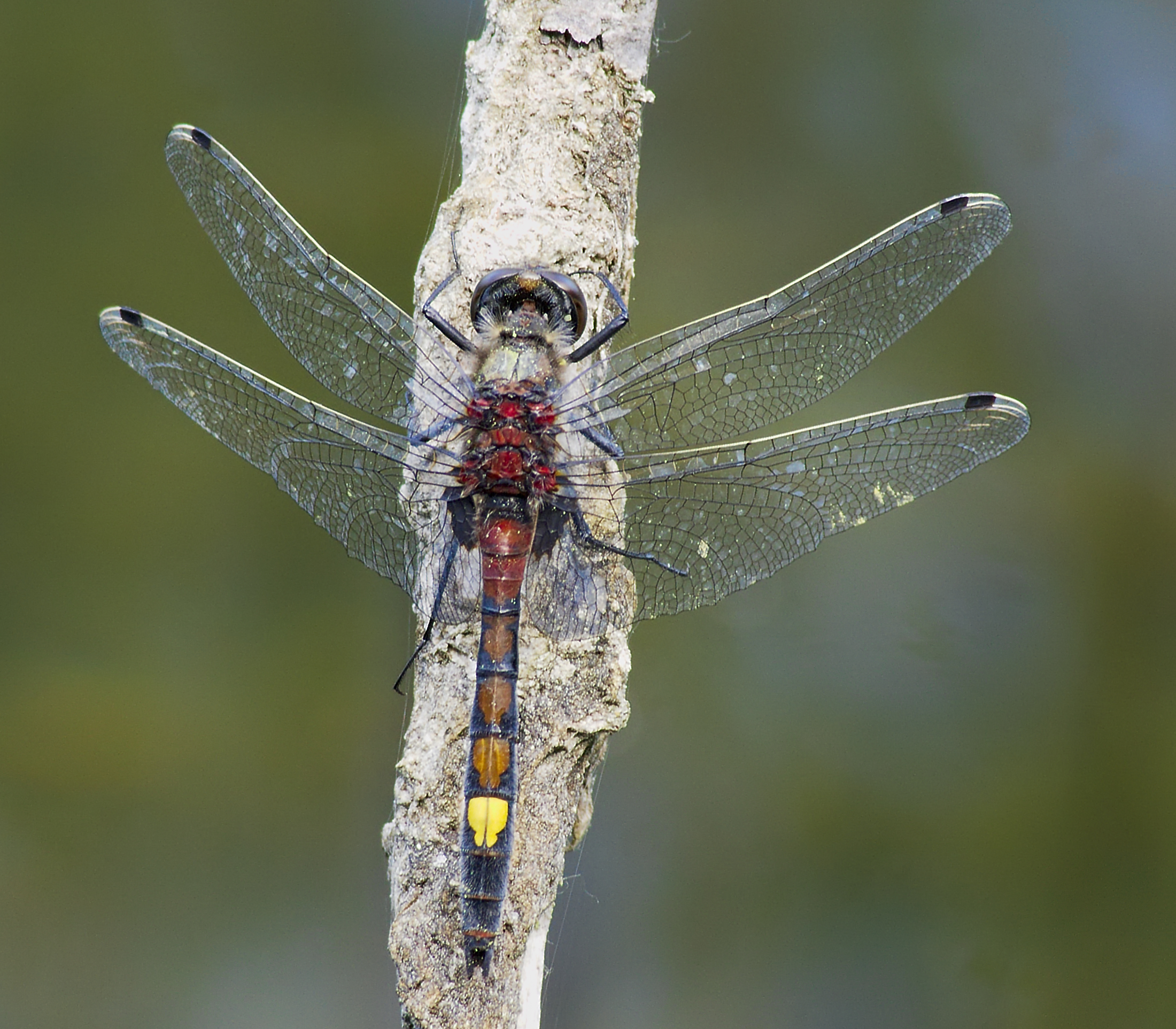